# Зальмиева, Азалия Рамзиловна
Азалия Рамзиловна Зальмиева — российская футболистка, полузащитница клуба «Локомотив» и сборной России.

## Биография
С 3-х до 11-ти лет занималась танцами, гимнастикой и акробатикой. После просмотра Чемпионата мира 2018 решила заняться футболом и поступила в академии казанского «Мираса», за который выступала в ЮФЛ.
В 2021 году получила приглашение перейти в московский «Локомотив», где в составе юниорской команды завоевала серебряные медали. Также выступала за молодёжную команду. Первый матч за основную команду провела 29 апреля 2023 года против «Краснодара». Первый гол за основную команду забила 18 ноября 2023 года в матче против «Звезды-2005».
С 2023 года выступает за молодёжную сборную России. В 2024 году дебютировала в основной сборной России в товарищеском матче против сборной Гаити 29 октября 2024 года.